# 鲍勃·亨廷顿
鲍勃·亨廷顿（英語：Bob Huntington，1869年1月15日—1949年3月12日），美国男子网球运动员。他曾联同奥利弗·坎贝尔获得1891年和1892年美国全国网球锦标赛的男子双打冠军。